# Cleveland Browns 2005
La stagione 2005 dei Cleveland Browns è stata la 53ª della franchigia nella National Football League. La squadra terminò con un record di 4-12, mancando l'accesso ai playoff per il terzo anno consecutivo.

## Roster
| Roster dei Cleveland Browns nel 2005 |
| --- |
| Quarterback - 3 Derek Anderson - 8 Trent Dilfer - 9 Charlie Frye Running Back - 34 Reuben Droughns - 31 William Green - 36 Corey McIntyre FB - 42 Terrelle Smith FB - 44 Lee Suggs - 29 Jason Wright Wide Receiver - 81 Antonio Bryant - 16 Josh Cribbs KR/PR - 17 Braylon Edwards - 88 Frisman Jackson - 86 Dennis Northcutt - 11 Brandon Rideau Tight End - 82 Steve Heiden - 89 Paul Irons - 83 Aaron Shea Offensive Linemen - 63 Joe Andruzzi G - 65 Kirk Chambers T - 60 Cosey Coleman G - 70 Nat Dorsey T - 50 Jeff Faine C - 70 L.J. Shelton G - 72 Ryan Tucker T - 68 Dave Yovanovits G Defensive Linemen - 98 Nick Eason DT - 95 Jason Fisk DT - 75 Simon Fraser DT - 96 Kenard Lang DE - 97 Alvin McKinley DE - 90 David McMillan DE - 69 J'Vonne Parker DT Linebacker - 54 Andra Davis - 57 Jody Littleton - 94 Orlando Ruff - 55 Matt Stewart - 51 Chaun Thompson - 53 Mason Unck Defensive Back - 28 Leigh Bodden CB - 25 Chris Crocker SS - 26 Sean Jones SS - 39 Michael Lehan CB - 33 Daylon McCutcheon CB - 23 Ray Mickens CB - 30 Antonio Perkins CB - 21 Brodney Pool S - 27 Brian Russell S Special Team - 4 Phil Dawson K - 10 Kyle Richardson P - 64 Ryan Pontbriand LS Lista delle riserve - 28 Gary Baxter CB (IR) - 84 Billy Miller TE (IR) - 80 Kellen Winslow II TE (IR) Squadra di allenamento - 56 Justin Kurpeikis LB |
| Legenda - I rookie sono in corsivo. - Il primo ruolo è il principale mentre gli eventuali successivi indicano i ruoli secondari. - (IR) sta per Injured Reserve ed indica la lista ristretta per un solo giocatore infortunato che può tornare ad allenarsi dopo la settimana 6 e a rientrare in prima squadra dopo che questa ha giocato 8 partite. - (NF-Inj.) / (NF-Ill.) stanno rispettivamente per Non-Football Injured e Non-Football Illness ed indicano le liste dove viene inserito un giocatore che ha un infortunio o una malattia non dipendente dal football americano. - (PUP) sta per Physically Unable to Perform ed indica la lista dove viene inserito un giocatore mentre è in attesa di recuperare la condizione fisica. Nella stagione regolare dopo la sesta partita giocata dalla propria squadra, il giocatore ha tempo tre settimane per riprendere ad allenarsi, più tre settimane aggiuntive dal suo rientro agli allenamenti per rientrare in prima squadra. |

## Calendario
| Stagione regolare |                    |                        |                    |                    |                              |                    |                    |
| Turno             | Data               | Avversario             | Risultato          | Record             | Stadio                       | Pubblico           | Sintesi            |
| 1                 | 11 settembre       | Cincinnati Bengals     | S 13–27            | 0–1                | Cleveland Browns Stadium     | 73,013             | Recap              |
| 2                 | 18 settembre       | at Green Bay Packers   | V 26–24            | 1–1                | Lambeau Field                | 70,400             | Recap              |
| 3                 | 25 settembre       | at Indianapolis Colts  | S 6–13             | 1–2                | RCA Dome                     | 57,127             | Recap              |
| 4                 | Settimana di pausa | Settimana di pausa     | Settimana di pausa | Settimana di pausa | Settimana di pausa           | Settimana di pausa | Settimana di pausa |
| 5                 | 9 ottobre          | Chicago Bears          | V 20–10            | 2–2                | Cleveland Browns Stadium     | 73,079             | Recap              |
| 6                 | 16 ottobre         | at Baltimore Ravens    | S 3–16             | 2–3                | M&T Bank Stadium             | 70,196             | Recap              |
| 7                 | 23 ottobre         | Detroit Lions          | S 10–13            | 2–4                | Cleveland Browns Stadium     | 72,923             | Recap              |
| 8                 | 30 ottobre         | at Houston Texans      | S 16–19            | 2–5                | Reliant Stadium              | 70,064             | Recap              |
| 9                 | 6 novembre         | Tennessee Titans       | V 20–14            | 3–5                | Cleveland Browns Stadium     | 72,594             | Recap              |
| 10                | 13 novembre        | at Pittsburgh Steelers | S 21–34            | 3–6                | Heinz Field                  | 63,491             | Recap              |
| 11                | 20 novembre        | Miami Dolphins         | V 22–0             | 4–6                | Cleveland Browns Stadium     | 72,773             | Recap              |
| 12                | 27 novembre        | at Minnesota Vikings   | S 12–24            | 4–7                | Hubert H. Humphrey Metrodome | 63,814             | Recap              |
| 13                | 4 dicembre         | Jacksonville Jaguars   | S 14–20            | 4–8                | Cleveland Browns Stadium     | 70,941             | Recap              |
| 14                | 11 dicembre        | at Cincinnati Bengals  | S 20–23            | 4–9                | Paul Brown Stadium           | 65,788             | Recap              |
| 15                | 18 dicembre        | at Oakland Raiders     | V 9–7              | 5–9                | McAfee Coliseum              | 41,862             | Recap              |
| 16                | 24 dicembre        | Pittsburgh Steelers    | S 0–41             | 5–10               | Cleveland Browns Stadium     | 73,136             | Recap              |
| 17                | 1 gennaio          | Baltimore Ravens       | V 20–16            | 6–10               | Cleveland Browns Stadium     | 69,871             | Recap              |

Note: gli avversari della propria division sono in grassetto.

## Classifiche
| AFC North               |    |    |   |      |     |      |     |     |     |
|                         | V  | S  | P | %    | DIV | CONF | PF  | PS  | STR |
| (3) Cincinnati Bengals  | 11 | 5  | 0 | .688 | 5–1 | 7–5  | 421 | 350 | S2  |
| (6) Pittsburgh Steelers | 11 | 5  | 0 | .688 | 4–2 | 7–5  | 389 | 258 | V4  |
| Baltimore Ravens        | 6  | 10 | 0 | .375 | 2–4 | 4–8  | 232 | 301 | S1  |
| Cleveland Browns        | 6  | 10 | 0 | .375 | 1–5 | 4–8  | 265 | 299 | V1  |